# HJ Schoo-lezing
De HJ Schoo-lezing is een jaarlijkse lezing georganiseerd door Elsevier Weekblad, en is vernoemd naar de oud-hoofdredacteur Hendrik Jan Schoo (1945-2007). De lezing wordt omschreven als prestigieus en geldt als 'de officieuze opening' van het parlementaire jaar. Zelf beschouwen de sprekers hun HJ Schoo-lezing vaak als hun belangrijkste rede, zoals Klaas Knot, de president van De Nederlandsche Bank. De naam van de lezing wordt gespeld met de initialen HJ zonder puntjes en een koppelteken tussen Schoo en lezing.

## Geschiedenis
De HJ Schoo-lezing werd in 2009 door de redactie van het weekblad Elsevier ingesteld als eerbetoon aan haar voormalige hoofdredacteur. De lezing wordt gehouden aan het begin van het politieke jaar, meestal op de eerste dinsdag van september (een verwijzing naar de derde dinsdag van september: Prinsjesdag), en krijgt meestal veel publiciteit. Thema's van de lezing bevinden zich op het raakvlak van demografie, sociologie, politiek en journalistiek. Het evenement vindt doorgaans plaats in de Rode Hoed, Amsterdam. Peter Altmaier en Wopke Hoekstra spraken in theater Diligentia in Den Haag.
De uitgebreide en geannoteerde teksten van de lezingen worden in boekvorm uitgegeven door Elsevier Boeken, de boeken-uitgeverij van Elsevier.

## Redenaars
- 1 september 2009 - Meindert Fennema, met als titel: "Geldt de vrijheid van meningsuiting ook voor racisten?" ISBN 978-90-6882-708-8
- 7 september 2010 - Frans Vera, met als titel: "Is natuur een constructie?" ISBN 978-90-6882-527-5
- 6 september 2011 -  Frits Bolkestein, met als titel: "De Goede Vreemdeling". ISBN 978-90-6882-881-8
- 3 september 2012 - Thierry Baudet, met als titel: "Pro Europa dus tegen de EU". ISBN 978-90-352-5094-9
- 2 september 2013 -  Mark Rutte, met als titel: "Nederland bij de tijd: veranderingen voor zekerheid". ISBN 978-90-352-5175-5
- 2 september 2014 - Frans Timmermans, met als titel: "De oostgrens van Europa: met realpolitik idealen verwezenlijken", ook vertaald in het Engels: "Europe's Eastern Border: using realpolitik to achieve our ideals". ISBN 978-90-352-5203-5
- 1 september 2015 - Ahmed Aboutaleb, met als titel: "De roep van de stad". ISBN 978-90-352-5287-5
- 5 september 2016 - Edith Schippers, met als titel: "De paradox van de vrijheid". ISBN 978-90-352-5338-4
- 4 september 2017 - Sybrand van Haersma Buma, met als titel: "'Verwarde tijden!' die om richting vragen". ISBN 978-94-6348-017-8
- 6 september 2018 - Peter Altmaier, met als titel: "Rots in de branding? Blaadjes in de wind? Nadenken over de plaats van Europa in onze wereld". ISBN 978-94-6348060-4
- 2 september 2019 - Wopke Hoekstra, met als titel: "Het land van morgen. Naar een nieuw maatschappelijk evenwicht". ISBN 978-94-6348066-6
- 31 augustus 2020 - Klaas Knot, met als titel: "Samen sterker uit de crisis. Hoe we Europa weerbaarder, welvarender en duurzamer kunnen maken". ISBN 978-94-6348063-5[3]
- 6 september 2021 - Sigrid Kaag, met als titel: "De roeping van mijn generatie. Wat vrij zijn van ons vraagt". ISBN 978-94-6348099-4[4]
- 12 september 2022 - Dilan Yeşilgöz-Zegerius, met als titel: "Doen wat nodig is om onze democratische rechtsstaat te beschermen". ISBN 978-94-634810-52[5]
- 4 september 2023 - Caroline van der Plas, met als titel: "Kop d’r veur! Nederland als Volkshuis". ISBN 978-94-6348114-4 [6]
- 2 september 2024 - Pieter Omtzigt, met als titel: "Denken in oplossingen: een pleidooi voor meer regie en een nieuwe ordening". ISBN 978-94-634-8121-2 [7]
- 4 september 2025 - Bart De Wever, met als titel: de staat van de Lage Landen.